# Ключ 35
| 夊                     | 夊                              | 夊                              |
| ---------------------- | ------------------------------- | ------------------------------- |
| 34                     | 35                              | 36                              |
| Піньінь:               | suī                             | suī                             |
| Чжуїнь:                | ㄙㄨㄟ                          | ㄙㄨㄟ                          |
| Вейд-Джайлз:           | sui1                            | sui1                            |
| Ютпхін:                | seoi1                           | seoi1                           |
| Он:                    |                                 |                                 |
| Кун:                   |                                 |                                 |
| Кандзі:                | 夊繞 suinyō                     | 夊繞 suinyō                     |
| Хун:                   | 천천히걸을 cheoncheonhi georeul | 천천히걸을 cheoncheonhi georeul |
| Им:                    | 쇠 soe                          | 쇠 soe                          |
| Індекс у Вікісловнику: | 夊                              | 夊                              |

Ключ 35 — ієрогліфічний ключ, що означає йти повільно і є одним із 31 (загалом існує 214) ключа Кансі, що складаються з трьох рисок.
У Словнику Кансі 23 символи із 40 030 використовують цей ключ.

## Символи, що використовують ключ 35

Як писати ієрогліф.

| кількість рисок | ієрогліфи |
| --------------- | --------- |
| без додаткових  | 夊        |
| 4 додаткові     | 夋        |
| 5 додаткових    | 夌        |
| 6 додаткових    | 変 复     |
| 7 додаткових    | 夎夏      |
| 11 додаткових   | 夐        |
| 15 додаткових   | 夑        |
| 16 додаткових   | 夒 夓     |
| 17 додаткових   | 夔        |